# 范予遂
范予遂（1893年5月1日—1983年10月11日），又名煜遂、化名樊世昌，男，山东诸城人，中国近代政治人物。

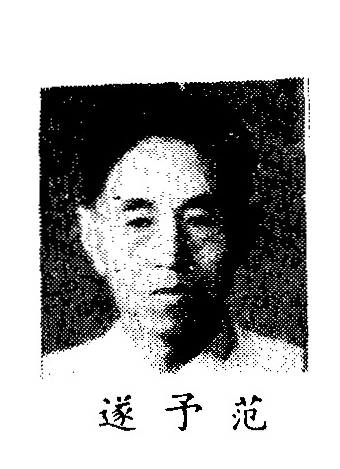

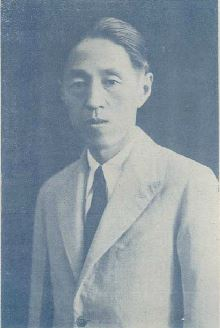
1934年时任道清路局长的范予遂

## 生平
早年曾先后就读于青州农业职业学校、青州府师范学校、 山东省立第一中学等校。1915年，加入中国同盟会。1917年，考入北京高等师范学校。1921年毕业后，任山东省立第一中学教务主任。此后又历任山东厅教育厅指导员、省视学主任等。1925年，任中国国民党山东省党部委员、常务委员。1927年四一二事件后，任国民党汉口特别市党部委员，兼组织部长、常务委员，并出任汉口《民国日报》总编辑。1928年中国国民党改组同志会成立后，任组织部干事。1931年11月，他参加了中国国民党第四次全国代表大会并当选候补中央委员。次年，任河南道清铁路局局长、国民党中央组织委员会委员。1936年，赴伦敦大学政治经济学院学习。期间，任国民党中央党务委员会委员。抗日战争爆发后回国，当选国民参政会参政员。1941年，任三民主义青年团中央党务干事。次年，被派往山东任国民党山东省党部主任委员。1945年，当选国民党第六届中央执行委员。1946年当选为制宪国民大会代表。1947年，增选为国民党中央执行委员会常务委员。1948年，当选第一届立法委员。
中华人民共和国成立后，加入中国国民党革命委员会，任组织部副部长。此后，他还历任华东军政委员会政治法律委员会委员、山东省人民委员会委员、山东省政协副主席、全国政协委员等职。1983年在济南去世。